# Paul Demange (Politiker)
Paul Demange (* 4. Juni 1906 in Schlettstadt, Elsass, heute: Sélestat, Département Bas-Rhin; † 18. April 1970 in Paris) war ein französischer Verwaltungsbeamter und Politiker, der unter anderem von 1947 bis 1950 Präfekt des Übersee-Départements Réunion sowie zwischen 1966 und 1969 Staatsminister von Monaco war.

## Leben

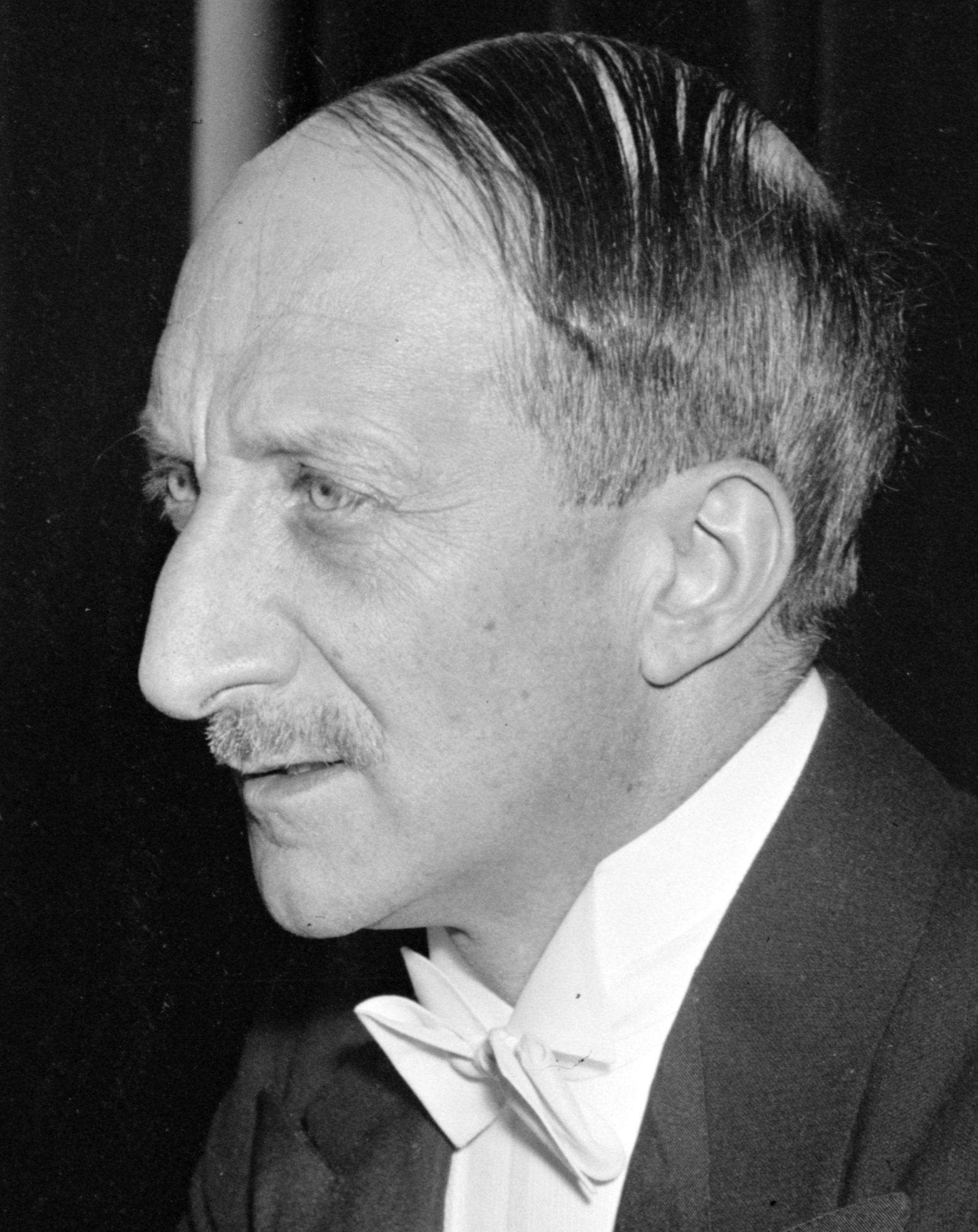
Georges Bonnet, dessen Mitarbeiter Demange zwischen 1937 und 1940 im Finanz-, Außen- und Justizministerium war.

Paul Demange, Sohn von Paul Théodore Demange (1872–1935) und Anna Stéphanie Loos (1879–1957), absolvierte ein Studium der Rechtswissenschaften, welches er mit einem Licence de droit abschloss. Er trat danach in den staatlichen Verwaltungsdienst ein und fand in den darauf folgenden Jahren zahlreiche Verwendungen als Kabinettsattaché, Kabinettschef und Unterpräfekt (Sous-préfet) in der Präfektur verschiedener Départements. Am 3. Juli 1937 wurde er Attaché im Kabinett des Finanzministers Georges Bonnet sowie danach vom 15. April bis 16. August 1938 Attaché im Kabinett des nunmehrigen Außenministers Georges Bonnet, ehe er vom 18. September 1939 bis zum 17. Mai 1940 stellvertretender Kabinettschef des jetzigen Justizministers Bonnet war. Ferner war er vom 19. Juni bis zum 1. August 1940 stellvertretender Kabinettschef von Landwirtschaftsminister Albert Chichery.
Er war als Nachfolger von Alfred Hontebeyrie zwischen dem 11. Oktober 1942 und seiner Ablösung durch Jean-Baptiste Thoumas am 16. Mai 1943 Präfekt (Préfet) im Département Saône-et-Loire sowie im Anschluss als Nachfolger von Jean Chaigneau vom 16. Mai bis zum 15. Mai 1944 Präfekt im Département Seine-et-Marne. Aufgrund seiner Beteiligung an der Widerstandsbewegung Résistance wurde er am 15. Mai 1944 von der deutschen Besatzungsmacht festgenommen und am 15. Juli 1944 vom KZ Compiègne aus in das KZ Neuengamme deportiert. Später wurde er ins KZ Ravensbrück verlegt, wo er am 30. April 1945 von der Roten Armee befreit wurde. Für seine Verdienste im Zweiten Weltkrieg wurde er mit dem Croix de guerre 1939–1945 und der Médaille de la Reconnaissance française ausgezeichnet.
Nachdem die bisherige Kolonie Réunion am 19. März 1946 in ein Übersee-Département (Département d’outre-mer) umgewandelt wurde, wurde als Nachfolger des bisherigen Gouverneurs André Capagorry am 16. August 1947 erster Präfekt von Réunion. Er bekleidete dieses Amt bis zum 1. Juni 1950 und wurde daraufhin von Roland Luc Béchoff abgelöst. Für seine Verdienste wurde er am 27. August 1949 Ritter der Ehrenlegion. Nach seiner Rückkehr wurde er am 1. Juni 1950 Präfekt der Provinz Oran in Französisch-Algerien und hatte diese Funktion bis zum 16. Oktober 1951 inne.
Paul Demange, der am 23. Mai 1951 auch Offizier der Ehrenlegion wurde, übernahm am 16. Oktober 1951 von René Paira den Posten als Präfekt im Département Bas-Rhin. Er hatte diesen bis zum 21. Januar 1956 inne und wurde daraufhin von André-Marie Trémeaud abgelöst. Zugleich wurde er am 21. Juni 1955 Technischer Berater im Kabinett von Premierminister Edgar Faure. Danach löste er am 21. Januar 1956 Roger Génébrier als Präfekt im Département Seine-et-Oise und hatte dieses Amt bis zum 28. Dezember 1966 inne, woraufhin Jacques Bonis-Charancle am 16. Januar 1967 seine Nachfolge antrat. Am 10. Dezember 1956 wurde er für seine Verdienste auch zum Kommandeur der Ehrenlegion sowie am 24. Juni 1964 auch zum Großoffizier des Ordre national du Mérite ernannt.
Am 28. Dezember 1966 wurde Demange als Nachfolger von Jean Reymond zum Staatsminister von Monaco (Ministre d’État de Monaco) ernannt. Er bekleidete dieses Amt als Regierungschef von Monaco bis zum 1. April 1969, woraufhin François-Didier Gregh ihn ablöste. Im Februar 1967 ernannte ihn Fürst Rainier III. von Monaco zum außerordentlichen Gesandten (Envoyé extraordinnaire) in Luxemburg sowie im April 1969 zum bevollmächtigten Gesandten (Ministre plénipotentiaire) in der Bundesrepublik Deutschland.